# Observant (Universiteit Maastricht)
De Observant is het onafhankelijk weekblad van de Universiteit Maastricht. Het is aangesloten bij het Hoger Onderwijs Persbureau.
De voorganger heette Maffius. In 1980 werd dit de Observant, toen een maandelijkse uitgave met een beroepsjournalist aan het hoofd. Vanaf 1986 werd het een weekblad.
In januari 2022 werd de website drie dagen platgelegd door een DDoS-aanval, opgeëist door Anonymous. De groep bekritiseerde de terminologie in een artikel over gratis maandverband, waar "vrouwen" werd gebruikt in plaats van "mensen die menstrueren". Activistische groep Feminists of Maastricht (FOM) had eerder bezwaar gemaakt en aangedrongen op aanpassing, wat de redactie weigerde. FOM verklaarde aan de pers niet te weten wie er achter de aanval zat. De redactie deed aangifte van de cyberaanval, maar het onderzoek werd gestaakt. De Universiteit Maastricht veroordeelde de aanval als een schending van de persvrijheid.